# Раджадхіраджа Чола II
Раджадхіраджа Чола II — південноіндійський тамільський імператор Чола. Раджараджа Чола II обрав його своїм спадкоємцем 1166 року, оскільки не мав власних синів.
Невдовзі після сходження Раджадхіраджі на престол у державі Пандья спалахнула громадянська війна, до якої втрутились Чола та сингальські правителі, що завдало їм більшої шкоди, ніж Пандья. З попелу тієї боротьби повстала могутня династія Пандья, що невдовзі поглинула і державу Чола, і сингальські володіння.